# Boriza pauperata
Boriza pauperata är en fjärilsart som beskrevs av Max Wilhelm Karl Draudt 1932. Boriza pauperata ingår i släktet Boriza och familjen tandspinnare. Inga underarter finns listade i Catalogue of Life.